# ČT art
ČT art ist ein Kulturfernsehsender, der seine Sendezeit mit dem Kinderfernsehsender ČT :D teilt. ČT art sendet täglich von 20:00  bis 6:00 Uhr. Es handelt sich um ein Programm des öffentlich-rechtlichen Senders Česká televize.

## Geschichte
ČT art und ČT :D starteten im Jahr 2013. Seit 1. November 2016 senden beide auch eine HD-Version frei empfangbar via Satellit bei Astra 3B. ČT art ist im unteren Multiplex 1 verfügbar. Aktuell plant Česká televize die Sender zu trennen, so dass die beiden Sender 24 Stunden am Tag senden können.